# 中村長三郎 (2代目)
二代目 中村 長三郎（にだいめ なかむら ちょうざぶろう、2013年〈平成25年〉5月22日 - ）は、歌舞伎役者、俳優。屋号は、中村屋。定紋は角切銀杏、替紋は丸に舞鶴。2017年襲名。歌舞伎名跡「中村長三郎」の当代。本名は、波野 哲之（なみの のりゆき）。

## 人物
父は六代目中村勘九郎、母は女優の前田愛、兄は三代目中村勘太郎。父方の祖父は十八代目中村勘三郎、父方の叔父は二代目中村七之助。母方の叔母は女優の前田亜季。父方の父方の曽祖父は人間国宝・十七代目中村勘三郎、父方の母方の曽祖父は人間国宝・七代目中村芝翫。父方の大伯母は劇団新派の看板女優・波乃久里子。2017年2月2日(木)、歌舞伎座にて「中村長三郎」を二代目として襲名した。また、幼少の頃の父・勘九郎同様ドキュメンタリー番組で取り上げられる事が多い。

## 略歴
- 2013年5月22日、六代目中村勘九郎・前田愛夫妻の第2子として男児誕生。祖父・勘三郎の本名[注 1]から1文字取り「哲之（のりゆき）」と命名[6][7]。
- 2013年6月22日、東京・浅草神社にて、初お宮参り[8][9]。
- 2016年8月、歌舞伎座『八月納涼歌舞伎』第三部「土蜘」にて「石神実は小姓四郎吾」として舞台に実質初お目見得（※なお中村屋一門の自主公演でも、この石神実は小姓三郎吾を「初御目見得」としている）[10][11][12][13]。
- 2017年2月、歌舞伎座『江戸歌舞伎三百九十年　猿若祭二月大歌舞伎』夜の部「門出二人桃太郎」にて「弟の桃太郎」として初舞台、二代目中村長三郎を襲名[1][14][15][16]。
- 2024年2月、祖父・十八世中村勘三郎十三回忌追善を冠した歌舞伎座『猿若二月大歌舞伎』に於いて、曾祖父・十七世中村勘三郎が「中村屋」再興後に親子で演じて以来、一門所縁の舞踊となった大曲「連獅子」の狂言師左近後に仔獅子の精を初役で演じた[17][18]。
また、初舞台より7年目にWEB版の「歌舞伎俳優名鑑」に二代目長三郎のページが新設・一般開放された[19]。

## 出演

### 主に歌舞伎の舞台
[1] 中村屋一門の自主公演は後述の別項目。 [2] 単発参加の舞踊会なども含む。
- 2016年08月 『土蜘』石神実は小姓四郎吾
- 2017年02月 『門出二人桃太郎』弟の桃太郎[20]
- 2018年11月 『源平布引滝　実盛物語』小万倅太郎吉[21]
- 2018年11月 『弥栄芝居賑』中村座若太夫長三郎
- 2019年04月 『雪傾城』禿（※雀成会[22]）
- 2019年08月 『伽羅先代萩』足利鶴千代[23] [24]
- 2020年01月 『鰯賣戀曳網』禿蜻蛉〈奇数日〉
- 2021年02月 『奥州安達原　袖萩祭文』袖萩娘お君[25]
- 2021年5-6月 『夏祭浪花鑑』団七伜市松
- 2021年11月 『宵赤坂俄廓景色（よいのあかさか にわかの さとげしき）』鳶の者亀吉

### テレビ
- にほんごであそぼ（NHK Eテレ，歌舞伎コーナーに兄・勘太郎に続き、2016.6.27放送より親子で不定期出演）
- 中村勘九郎親子のよくわかるSDGs〜地球世直し！未来を守る知恵〜（BS-TBS）
  - 第3弾，2022.5.8(日)18:00-18:54放送[26]
  - 第4弾，2023.5.20(日)13:00-13:54放送[27][28]
  - 第5弾，2023.11.11(土)14:00-14:54放送[29][30]
- にっぽんの芸能『門出二人桃太郎』（NHK Eテレ，初回2017.4.7放送）
- 古典芸能への招待（NHK Eテレ，2021.3.28(日)放送[31]）
- めざましテレビ（フジテレビ）
- 徹子の部屋（テレビ朝日）
  - 2017.2.8(水)放送，親子3人出演[32]
  - 2021.1.25(月)放送，親子3人出演[33][34]
  - 2022.1.10(月)放送，兄弟2人のみ出演[35][36]
- 中村勘九郎 中村七之助 中村鶴松　華の新春KABUKI 2022（BSフジ，2022.1.1放送[37]）

### CM
- Sky株式会社「SKYMENU」商品CM「口上」篇（2023年7月31日 - [38]）☆テレビCM初出演